# Apogonia sanghira
Apogonia sanghira är en skalbaggsart som beskrevs av Charles Oberthür 1879. Apogonia sanghira ingår i släktet Apogonia och familjen Melolonthidae. Inga underarter finns listade i Catalogue of Life.